# Валпараизу (Сан-Паулу)
Валпараизу (порт. Valparaíso)  —  муниципалитет в Бразилии, входит в штат Сан-Паулу. Составная часть мезорегиона Арасатуба. Входит в экономико-статистический  микрорегион Арасатуба. Население составляет 20 070 человек на 2006 год. Занимает площадь 858,757 км². Плотность населения — 23,4 чел./км².
Праздник города —  30 мая.

## История
Город основан 30 мая 1937 года. 

## Статистика
- Валовой внутренний продукт на 2003 составляет 281.263.661,00 реалов (данные: Бразильский институт географии и статистики).
- Валовой внутренний продукт на душу населения на 2003 составляет 14.510,09 реалов (данные: Бразильский институт географии и статистики).
- Индекс развития человеческого потенциала на 2000 составляет 0,807 (данные: Программа развития ООН).